# Qtfm
qtFM je správce souborů napsaný v jazyce C++ a knihovně Qt. Je vyvíjen ve snaze dosáhnout maximální rychlosti a jednoduchosti. Díky nízkým hardwarovým nárokům je qtFM schopen fungovat i na starších počítačích. Vzhled qtFM je přehledný a strohý. Výhodou oproti jiným známějším správcům souborů jako Dolphin nebo Krusader je závislost pouze na knihovně Qt.

## Podporované funkce
- Integrace systémového vzhledu a ikon
- Vytváření náhledů pro obrázky
- Možnost vytváření vlastních příkazů a klávesových zkratek
- Drag & drop funkcionalita
- Evidence oblíbených položek
- Podpora záložek